# 棱镜系统
稜鏡系統是由數個平面反射鏡所組成的鏡片組，因其不同的用途有不同的設計。
望遠鏡的棱镜系统通常用於把倒立的像轉成正立的像，單眼相機的菱鏡系統則可以把入射的光線分開，以用於對焦、取景、測距等用途，並且在用於取景時成正立的像。
通常，棱镜转像的原理，是利用光学中的“全反射现象”这种反射不会造成光线能量的损失。一个复杂的棱镜系统的光学原理，实际上等于多个平面反射镜起到的作用。